# 羽咋站
羽咋站（日语：／ Hakui eki */?）是位於石川縣羽咋市川原町18番，西日本旅客鐵道（JR西日本）的七尾線車站。
包括特急列車之內的列車停靠此站。事務管碼為▲541812。

## 歷史
此站曾經設有北陸鐵道能登線延伸至三明。另外，此站曾計劃延伸至冰見線冰見站。
- 1898年（明治31年）4月24日 - 七尾鐵道 津幡臨時停車站（本津幡站的前身） - 七尾站 - 矢田新站（後來為七尾港站）之間開通，同時此站開業[1]。為旅客和貨物車站。
- 1907年（明治40年）7月1日 - 七尾鐵道根據鐵道國有法（日语：鉄道国有法）而國有化。成為帝國鐵道廳（國鐵）車站。
- 1909年（明治42年）10月12日 - 制定路線名稱，此站成為七尾線車站。
- 1925年（大正14年）3月3日 - 能登鐵道此站至能登高濱站之間啟用。
- 1943年（昭和18年）10月13日 - 能登鐵道與北陸鐵道合併，成為北陸鐵道能登線。
- 1966年（昭和41年）2月 - 現時的西出口車站大樓啟用。
- 1972年（昭和47年）6月25日 - 北陸鐵道能登線廢止。
- 1984年（昭和59年）2月1日 - 終止貨物起卸業務。
- 1987年（昭和62年）4月1日 - 伴隨國鐵分割民營化，車站由西日本旅客鐵道（JR西日本）營運。
- 1992年（平成4年）9月25日：此站與群馬藤岡站成為姊妹車站[3]。
- 1993年（平成5年）4月 - 東出口完成。同時，成為現時東出口車站大樓啟用。

## 車站構造

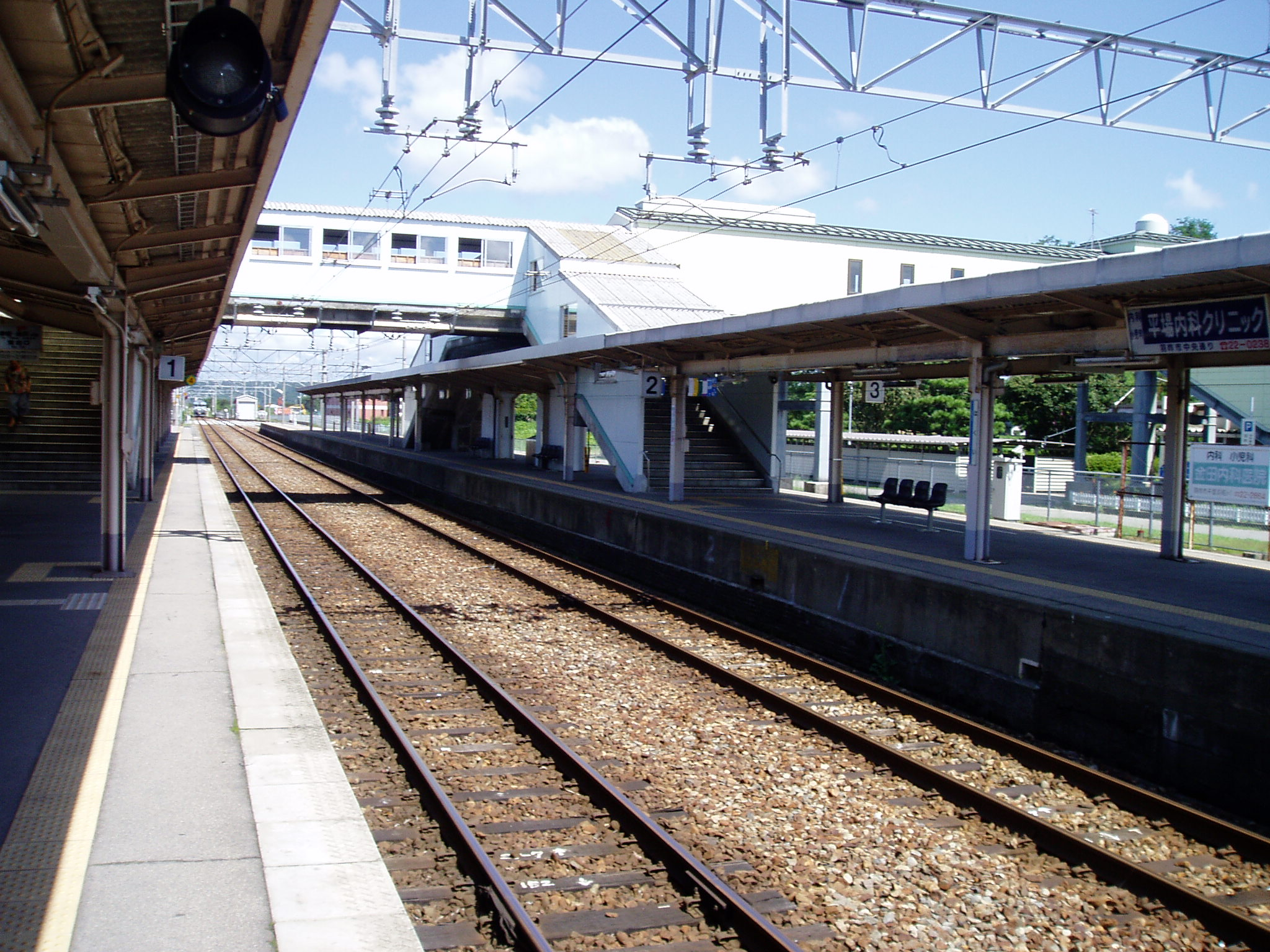
月台

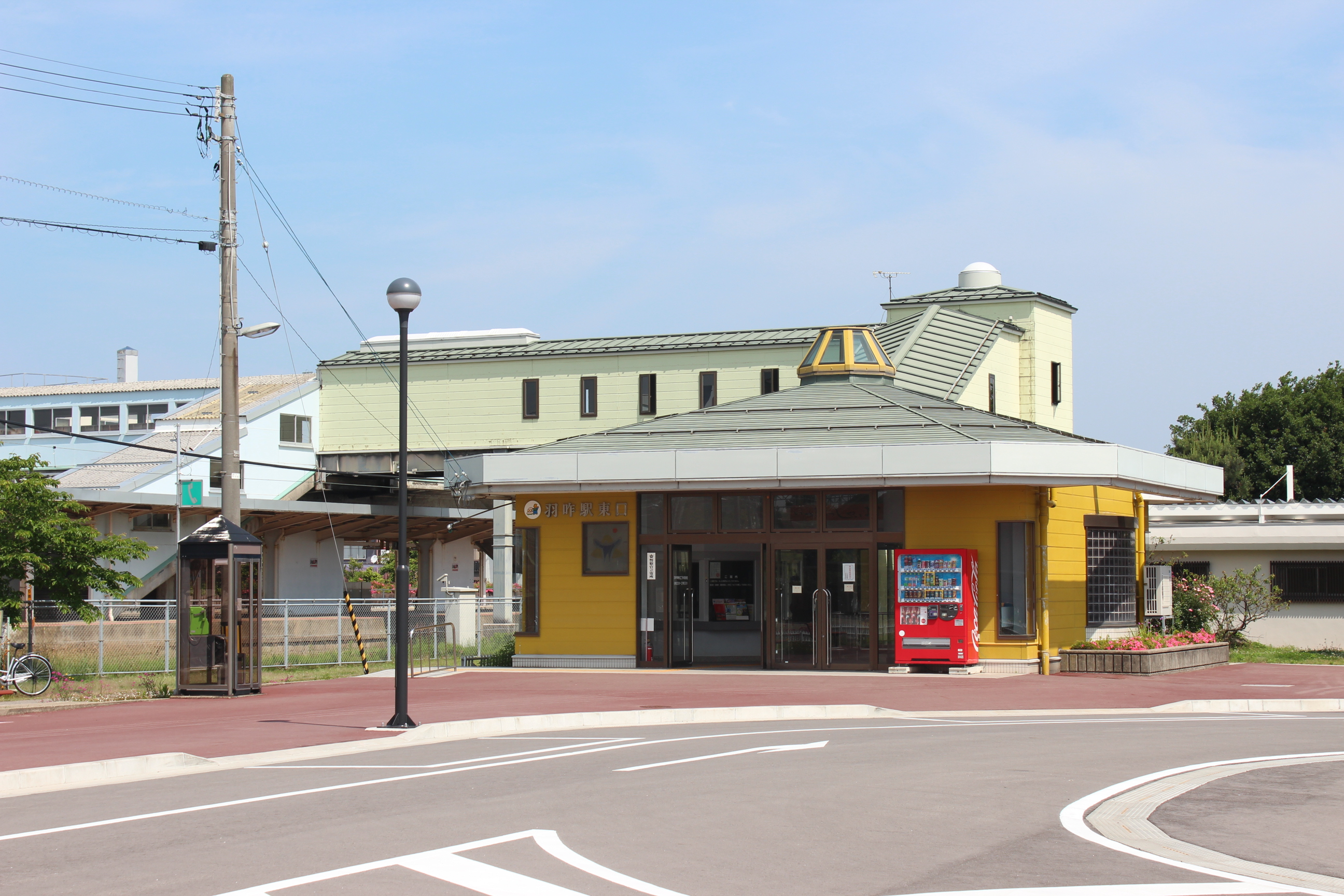
東出口

車站是一座地面車站，設有1面1線的單式月台和1面2線的島式月台，共有2面3線月台。西出口和東出口均設有車站大樓。西出口的大樓較為古老平房混凝土建築物，位於單式月台（1號月台）側，在內設有事務室。車站大樓與各月台之間設有跨線橋。
此站是由七尾鐵道部管理的直營車站，設有綠色窗口。

### 月台
| 月台 | 路線    | 上下行 | 方向           | 備註             |
| ---- | ------- | ------ | -------------- | ---------------- |
| 1    | ■七尾線 | 下行   | 七尾方向       |                  |
| 2    | ■七尾線 | 上行   | 津幡、金澤方向 |                  |
| 3    | ■七尾線 | 上行   | 津幡、金澤方向 | 部分普通列車使用 |
| 3    | ■七尾線 | 下行   | 七尾方向       | 部分普通列車使用 |

在列車運輸指令上，1號月台為「下行本線」，2號月台為「上行本線」，3號月台為「上行1號線」。但是下行列車可進出3號月台，因此實際上為上下行副本線。通常列車使用1號和2號月台。

## 使用狀況
在2018年（平成30年）度，1日平均乘車人次為1,285人。
根據「石川縣統計書」及「羽咋市統計書」，以下為1日近年平均乘車人次列表：
| 年度   | 1日平均 乗車人次 |
| ------ | ---------------- |
| 1996年 | 2,189            |
| 1997年 | 2,001            |
| 1998年 | 1,900            |
| 1999年 | 1,847            |
| 2000年 | 1,774            |
| 2001年 | 1,693            |
| 2002年 | 1,570            |
| 2003年 | 1,512            |
| 2004年 | 1,440            |
| 2005年 | 1,430            |
| 2006年 | 1,422            |
| 2007年 | 1,392            |
| 2008年 | 1,379            |
| 2009年 | 1,347            |
| 2010年 | 1,354            |
| 2011年 | 1,350            |
| 2012年 | 1,331            |
| 2013年 | 1,360            |
| 2014年 | 1,233            |
| 2015年 | 1,289            |
| 2016年 | 1,312            |
| 2017年 | 1,320            |
| 2018年 | 1,285            |
| 2019年 | 1,274            |

## 車站周邊
車站位於羽咋市中心。
- 羽咋市政廳
- 羽咋警署（日语：羽咋警察署）
- 羽咋郵局（日语：羽咋郵便局）
- 石川縣立羽咋高等學校（日语：石川県立羽咋高等学校）

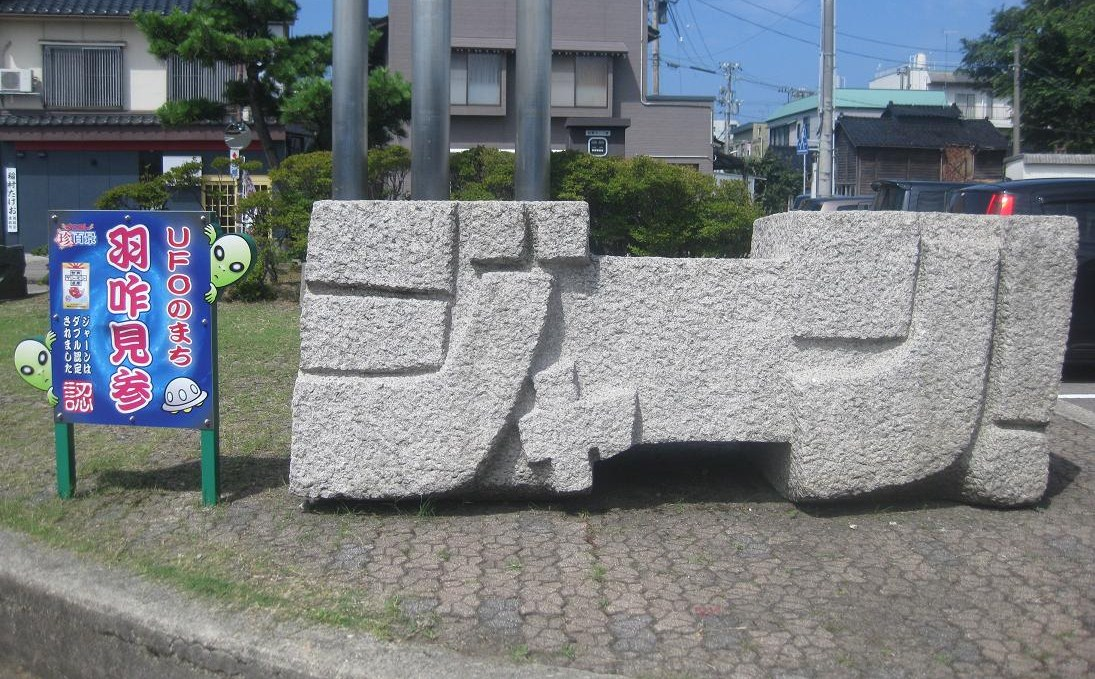
站前的羽咋擬音石像

- COSMO ISLE羽咋（日语：コスモアイル羽咋）
- 羽咋市立羽咋小學
- 羽咋市立羽咋中學（日语：羽咋市立羽咋中学校）
- 國道249號
- 羽咋擬音石像

## 巴士路線
- 北鐵能登巴士（日语：北鉄能登バス） - 富來(富來線)、七尾(羽七東線、富來急行線)、金澤(富來急行線)方向
- 市內循環巴士「Runrun巴士」
- 丸一觀光（日语：丸一観光） - 東京（Green liner）方向

## 相鄰車站
西日本旅客鐵道
■七尾線
- 特急「雷鳥」「能登篝火」「花嫁暖簾號列車」停車站

南羽咋－羽咋－千路

### 曾經存在的路線
北陸鐵道
能登線
羽咋－能登一之宮站

## 註腳
1. 1 2 3 4 5 6 7 8 9 10 11  . 週刊朝日百科. 43号 富山駅・高岡駅・和倉温泉駅ほか. 朝日新聞出版. 2013-06-16: 26 （日语）.
2. ↑  日本國有鐵道旅客局(1984)『鉄道・航路旅客運賃・料金算出表 昭和59年４月20日現行』。
3. ↑  . 交通新聞 (交通新聞社). 1992-10-06: 2.
4. ↑   (PDF). 石川県: 106.   [2020-04-10]. （原始内容 (PDF)存档于2020-10-17） （日语）.

## 外部連結
- 羽咋｜車站資訊：JR出門網 - 西日本旅客鐵道（日語）